# Efah
Efah est un village du Cameroun situé dans l’arrondissement de Batibo, dans le département de Momo et dans la Région du Nord-Ouest.

## Localisation
Le village d’Efah est localisé à 5° 47′ 06″ N et 9° 51′ 09″ E. Il se trouve à environ 38 km de distance de Bamenda, le chef-lieu de la Région du Nord-Ouest et à environ 282 km de distance de Yaoundé, la capitale du Cameroun.

## Population
Lors du recensement de 2005, le village comptait 1 160 habitants, dont 532 hommes et 628 femmes.

## Éducation
Efah compte deux écoles publiques et une école privée.

## Société
En 2014, Kugwe a offert 6 hectares de terre à l'ONG Trees for the Future pour participer à un programme d'agroforesterie.